# 3263 Блай
3263 Блай (3263 Bligh) — астероїд головного поясу, відкритий 5 лютого 1932 року.
Тіссеранів параметр щодо Юпітера — 3,502.